# Macromitrium tortifolium
Macromitrium tortifolium là một loài rêu trong họ Orthotrichaceae. Loài này được Thér. mô tả khoa học đầu tiên năm 1912.